# MDM-1 (航空機)
MDM-1 Fox
2013年ショアハム航空ショーで曲技飛行を披露するMDM-1 Fox
- 用途：グライダー
- 分類：複座曲技競技機、複座曲技練習機
- 設計者：エドヴァルド・マルガンスキ(Edward Margański)
- 製造者：マルガンスキ＆ミスロウスキ(Margański & Mysłowski)
- 運用者：イェジー・マクラ(Jerzy Makula)他
- 初飛行：1993年7月9日
- 生産数：53機(+3機製造中)
- 生産開始：1994年
- 運用状況：運用中
- 原型機：Swift S-1
- 派生型：Solo Fox

MDM-1 Foxは、ポーランドのMargański & Mysłowski (en) が製造する固定脚と一般的な形状の尾翼を持つ中翼複座曲技用グライダーである。1993年に初飛行した。

## 歴史
MDM-1は、同じ製造元により製造された著名な単座曲技用グライダーであるSwift S-1から発展した機体である。S-1の成功の後、S-1の設計者エドヴァルド・マルガンスキは曲技訓練用複座グライダーの出現が待たれていることを予見した。MDM-1の設計作業は1992年11月に、エドヴァルド・マルガンスキ(Edward Margański)、Leszek Dunowski、イェジー・マクラ(Jerzy Makula)によって開始された。MDMの名称は設計に携わった3名の名前に由来する。.
原型機の初飛行は1993年7月9日に行われた。原型機はS-1とは異なり、空気力学的に影響の大きい固定2輪式の降着装置を備えていた。主翼はS-1に非常に似ていたが、単独飛行時であっても最高速度は250km/h、制限荷重は+7G/-5Gに制限されていた。コクピットは狭く、特に後席で顕著だった。
原型機の初飛行から1か月後、オランダ、フェンローで行われたグライダー曲技飛行世界選手権大会で一般に公開され、さらに開発チームの一員であるイェジー・マクラがMDM-1原型機でこの大会に出場し、自身5度目の優勝を飾った。世界選手権大会終了後、プロモーションのため、曲技飛行のトップパイロットたちに試乗の機会が与えられた。量産機では設計が見直され、主翼の強化およびコクピット拡大のために胴体の延長を行った。
1996年には主翼の翼端部に着脱可能な延長翼端を備えたMDM-1Pが開発された。延長翼端の装着により、主翼の翼幅は16.15 mとなり、機体性能と汎用性を向上できるが、一方で制限荷重が低下し、曲技課目 (Aerobatic maneuver) も制限を受ける。1997年11月25日、Jacek Marszałekによって飛行が行われた。2001年には、原型機を改修し、引込脚を備えた単座版のSolo Foxが製造され、2001年4月25日にMariusz Stajewskiによって飛行が行われた。
MDM-1は2005年に製造停止されるまでに36機が製造された。2011年に製造が再開され、2020年までに合計で53機が製造された。

## 機体構造
MDM-1の構造は主に、ガラス-エポキシ複合材およびカーボン-エポキシ複合材で出来ている。
主翼は上反角のないテーパー翼であり、単桁構造をサンドイッチ構造の外皮で覆っている。左右2分割の主翼は、胴体内で主翼桁同士の結合と同時に胴体とも結合される。エルロンはマスバランス付きフリーズエルロンであり、シェンプ・ヒルト式エアブレーキを主翼上面に搭載している。MDM-1Pでは翼端に延長翼を装着することで翼幅を延長出来る。
胴体は、ガラス-エポキシ複合材製モノコック構造で、垂直安定板が胴体と一体化している。垂直尾翼には無線アンテナが内蔵されている。曳航用フックとして、機首下面に飛行機曳航用、主車輪の直前にウィンチ曳航用の2つのフックを装備している。キャノピーは右開きの2分割式である。前席のラダーペダルと座席の背もたれは地上で調整できるようになっているが、後席はいずれも調整できない。
計器類は、前席には対気速度計、方位磁針、加速度計、トランシーバー、高度計、旋回傾斜計、昇降計、後席には加速度計、対気速度計、高度計、昇降計が備わっている。
尾翼は通常の配置で、複合材によるサンドイッチ構造である。操縦舵面は、マスバランスとホーンバランスにより重量的にも空力的にもバランスを取っている。方向舵はワイヤー、昇降舵とエルロンはプッシュプルロッドで操作する。
降着装置は、尾輪を備えた固定式1輪式で、フェアリングで整流されている。主車輪にはTOST製油圧ブレーキが装備されている。

## 飛行特性
MDM-1は高度な曲技課目を訓練可能なグライダーであるが、翼面荷重の高さから失速時の挙動が悪いために初心者向きの機体ではない。本機での失速は、パイロットに非常に高度な経験と安全のための十分な高度を要求する。曲技飛行中の不十分な操縦により数件の深刻な事故を起こしており、少なくとも7名の死者を出している。MDM-1を運用するスイスの曲技グライダー連盟であるSwiss Aerobatic Gliding Association(SAGA)は、MDM-1で単独飛行するためには、約150時間の飛行経験に加えて飛行教官による限界領域での訓練が必要であると考えている。
その特有の機体特性のため、MDM-1は不用意に昇降舵を最大舵角まで操舵すると、急激に迎角が大きくなり、数回の旋転の後でなければ制御を回復できず、必然的に大幅な高度の損失を招く。失速を伴うあらゆる曲技課目(スナップロール、スピン、旋回時の失速)は、十分に高い高度で実施されなければならない。

## 派生型

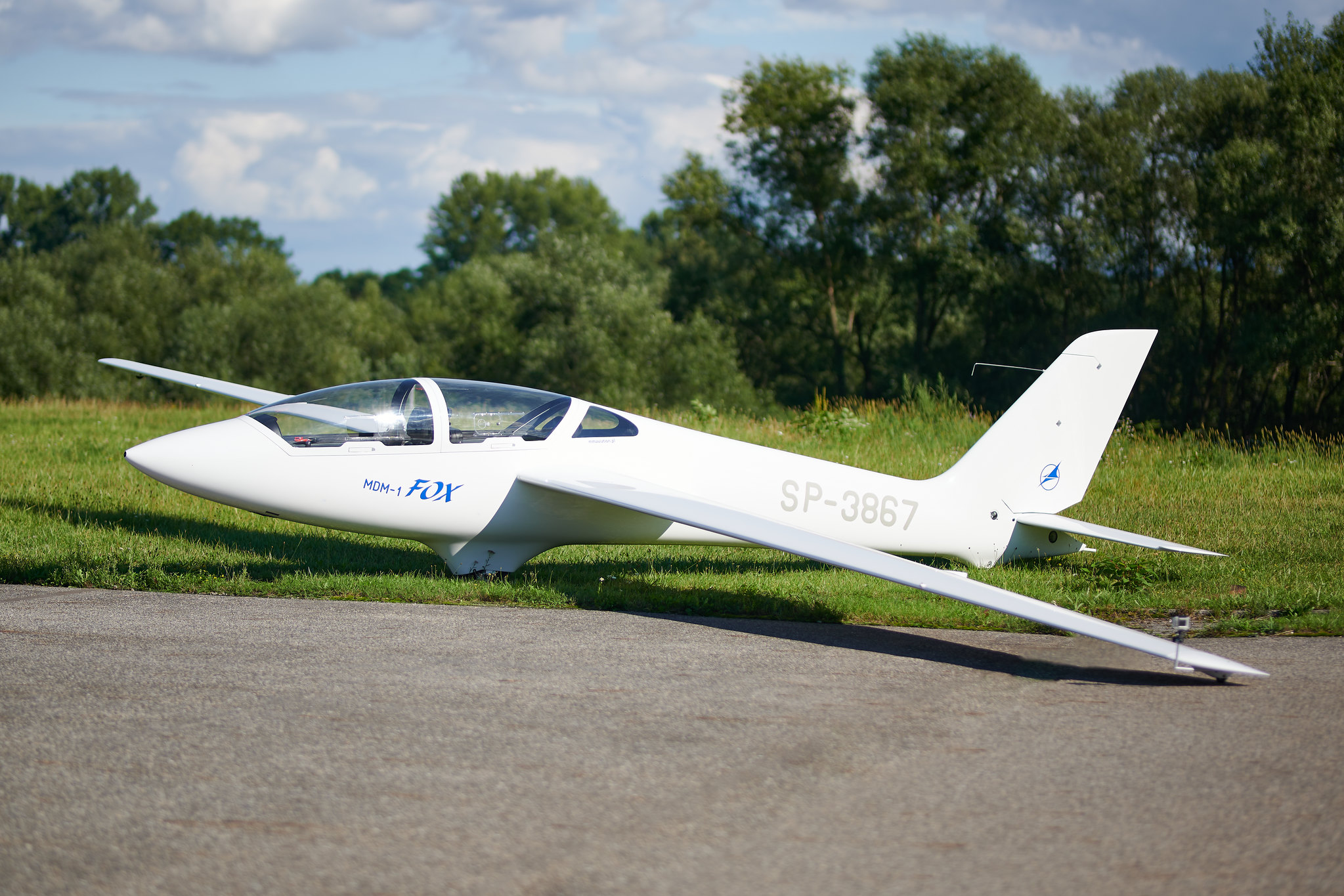
複座曲技グライダーMDM-1 Fox (翼幅14 m固定脚)

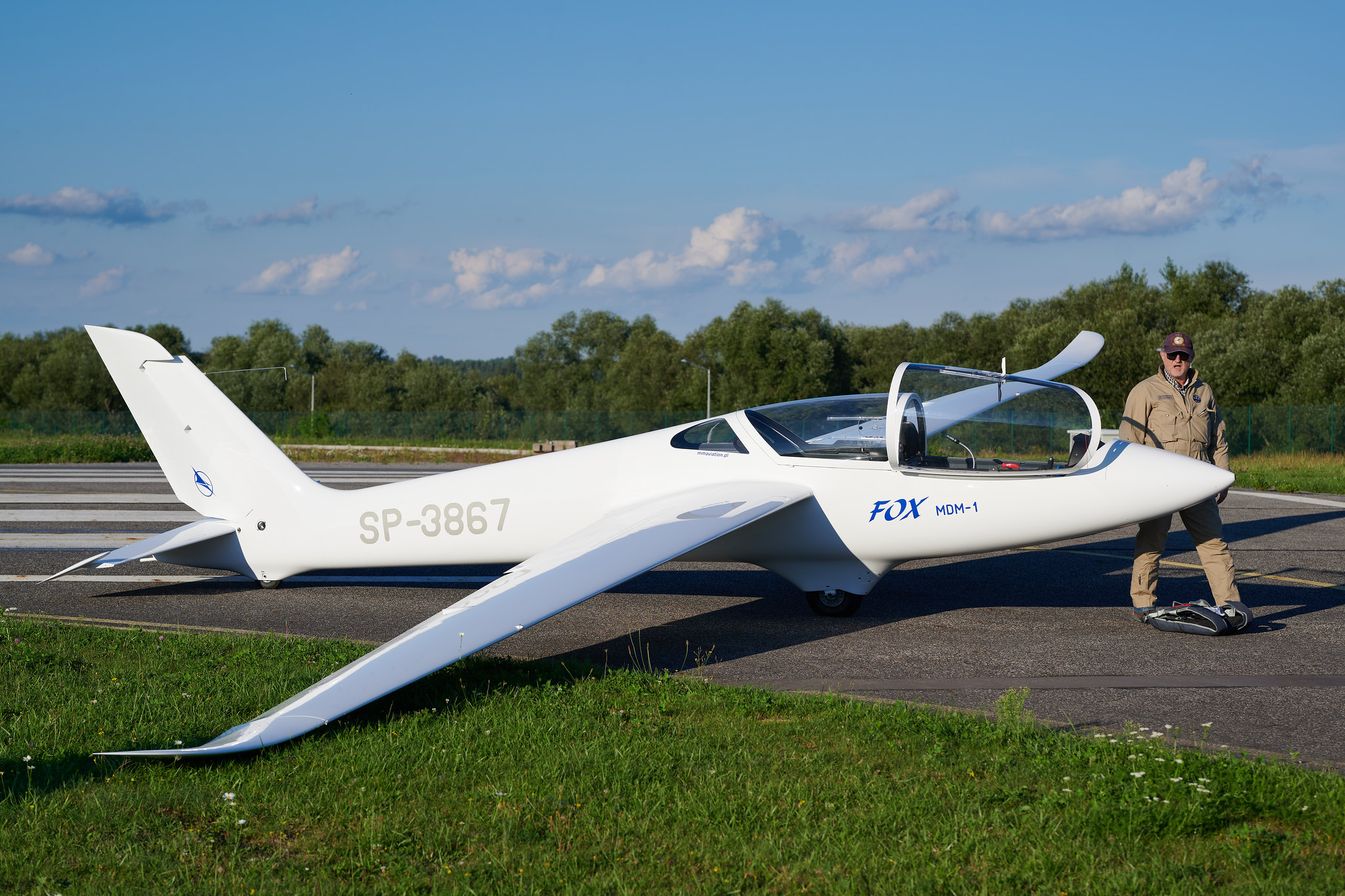
主翼翼端に延長翼端を取付けたMDM-1 Fox (翼幅16.15 m)

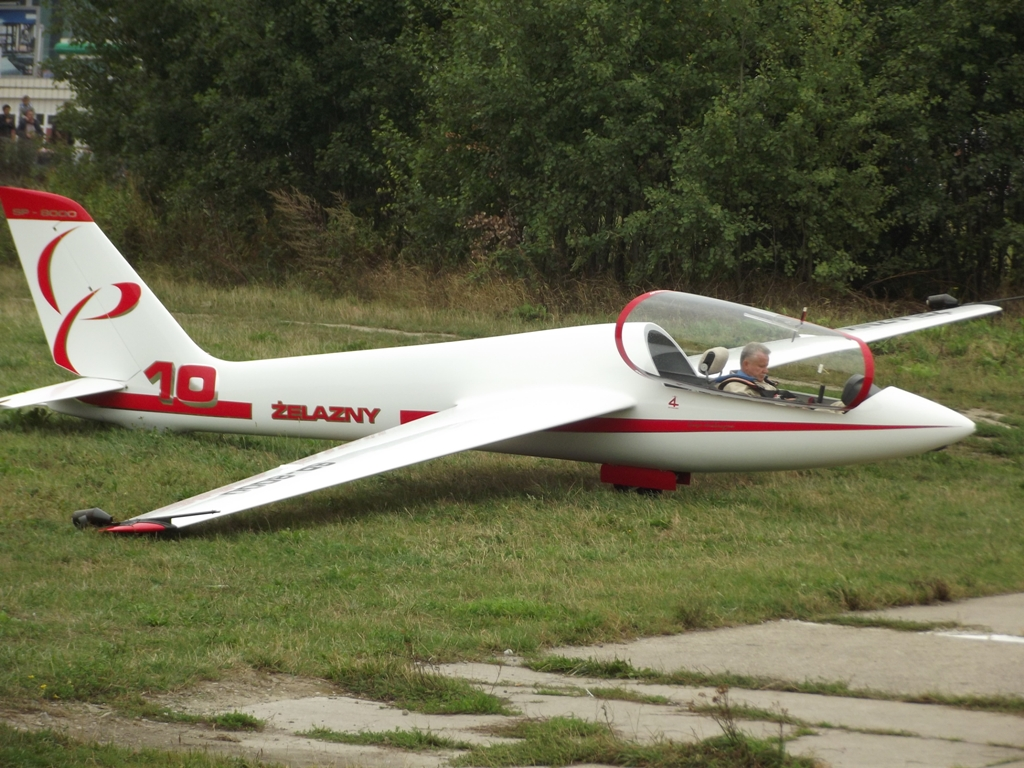
原型機を改修した単座機 "Solo Fox"
やや短い機首、単座用キャノピー、引込脚の格納扉が確認できる

MDM-1 Fox初期モデル。
MDM-1P Fox-P主翼翼端に延長翼端を取り付け可能なモデル。1996年開発。
MDM-1 M Fox("Solo Fox")MDM-1原型機を改修、単座化して空いた後席のスペースに引込脚を備えた機体(機体番号:SP-8000)。2001年初飛行。2017年、索切れ事故により胴体を大破、後に量産機の胴体を流用して修理。2023年、世界選手権の競技中に曳航索と交錯し墜落、大破。パイロットは脱出し、無事だった。

## 性能・諸元(MDM-1P)
出典: FILGHT MANUAL
諸元
- 乗員: 1
- 全長: 7.38 m （24 ft 2.6 in）
- 全高: 2.25 m （7 ft 4.6 in）
- 翼幅: 14.00 m / 16.15 m(主翼延長時)（45 ft 11.2 in / 52 ft 11.8 in(主翼延長時)）
- 翼面積: 12.34 m2 / 13.09 m2(主翼延長時) （132.8 sq ft / 140.9 sq ft(主翼延長時)）
- 翼型: NACA 641412
- 空虚重量: 350 kg / 355 kg(主翼延長時) （770 lb / 783 lb(主翼延長時)）
- 最大離陸重量: 530 kg / 535 kg(主翼延長時) （1,170 lb / 1,179 lb(主翼延長時)）

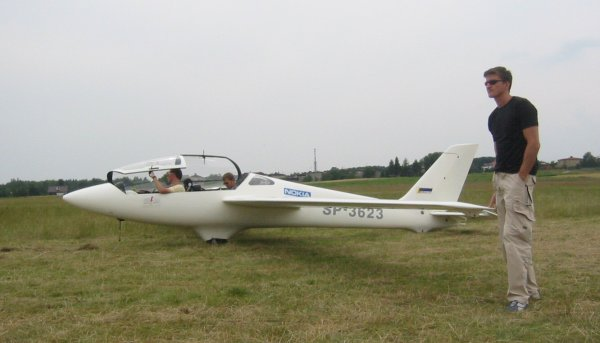

- アスペクト比: 15.88 / 19.92(主翼延長時)

性能
- 超過禁止速度: 282 km/h （175 mph; 152 kn）
- 失速速度: 84 km/h （52 mph; 45 kn (2名搭乗時)）
- 翼面荷重: 24.90 kg/m2 （5.10 lb/sq ft）
- 制限荷重倍数: +9.0/-6.0 (1名搭乗時); +7.0/-5.0 (2名搭乗時) / +5.3/-2.65(主翼延長時)
- 最小沈下率: 1.0 m/s (196.9 ft/min)
- 最良揚抗比: 32 / 35(主翼延長時)